# Новая республиканская партия (Коста-Рика)
Новая республиканская партия или Партия новой республики (исп. Partido Nueva República) — христианско-консервативная политическая партия в Коста-Рике, основанная 30 января 2019 года.

## История
Новая республиканская партия была основана после отставки евангелического певца и журналиста Фабрисио Альварадо Муньоса из христианской Партии национального возрождения из-за разногласий с Исполнительным комитетом под председательством конгрессмена Карлоса Авенданьо. Альварадо был кандидатом в президенты от Партии национального возрождения на выборах 2018 года, на которых он получил наибольшее количество (25 %) голосов в 1-м туре, но потерпел поражение от кандидата от Партии гражданского действия Карлоса Альварадо Кесады во 2-м туре.
После серии споров, возникших из-за спорных контрактов, заключённых командой предвыборной кампании без разрешения Исполнительного комитета, и очевидной оплатой опросов, опубликованных фирмой OPol Consultores, между Альварадо и Авенданьо возникли взаимные обвинения, которые привели к уходу Альварадо, создавший собственную партию вместе с большинством депутатов, избранных от Партии гражданского действия.
В течение законодательного периода 2018—2022 годов восемь депутатов, первоначально избранных от Партии национального возрождения, объявили себя независимыми и присоединились к партии «Новая республика», образовав самопровозглашённый блок, однако он не являлся официальной фракцией, признанной Законодательным собранием, поскольку они не были избраны всенародно на выборах 2018 года как партия и поэтому считались независимыми депутатами.
Партия была официально зарегистрирована 30 января 2019 года.